# Charles Dixon (Tennisspieler)
Charles Percy Dixon (* 7. Februar 1873 in Grantham, Lincolnshire; † 29. April 1939 in London) war ein englischer Anwalt und Tennisspieler.

## Leben
Dixon wurde 1873 in Grantham geboren. Er studierte Jura an der Cambridge University und arbeitete später als Solicitor. Sein Bruder John war Fußball- und Cricketspieler.
Ab 1893 nahm er an Tennisturnieren teil. Seine größten Erfolge erreichte er bei den Olympischen Spielen 1912 in Stockholm. Er gewann das komplette Medaillenset: Im Hallen-Mixed gewann er an der Seite von Edith Hannam die Goldmedaille. Im Hallen-Einzel unterlag er im Finale Maurice Germot und gewann Silber und im Hallen-Doppel konnte er mit Alfred Beamish das Spiel um Platz 3 und damit Bronze gewinnen. Schon vier Jahre zuvor hatte Dixon Bronze im Hallen-Doppel gewonnen.
In den Jahren 1912 und 1913 siegte er bei den Doppelkonkurrenzen in Wimbledon sowie 1912 bei den Australischen Tennismeisterschaften zusammen mit James Parke. Zwischen 1909 und 1913 nahm er darüber hinaus viermal für Großbritannien am Davis Cup teil. 1912 führte Dixon das Team als Kapitän zu seinem fünften Titel.
Dixon starb 1939 im Alter von 66 Jahren im Londoner Stadtteil West Norwood.

## Titel
| Legende               |
| Grand Slam (3)        |
| Olympische Spiele (1) |
| Weltmeisterschaften   |
| Sonstige Turniere     |

### Einzel

#### Finalteilnahmen
| Nr. | Datum        | Turnier           | Finalgegner  | Ergebnis      |
| --- | ------------ | ----------------- | ------------ | ------------- |
| 1.  | 12. Mai 1912 | Olympische Spiele | André Gobert | 6:8, 4:6, 4:6 |

### Doppel

#### Turniersiege
| Nr. | Datum | Turnier                      | Partner               | Finalgegner                                  | Ergebnis           |
| --- | ----- | ---------------------------- | --------------------- | -------------------------------------------- | ------------------ |
| 1.  | 1912  | Wimbledon Championships (1)  | Herbert Roper Barrett | André Gobert Max Décugis                     | 3:6, 6:3, 6:4, 7:5 |
| 2.  | 1912  | Australische Meisterschaften | James Parke           | Alfred Beamish Gordon Lowe                   | 6:4, 6:4, 6:2      |
| 3.  | 1913  | Wimbledon Championships (2)  | Herbert Roper Barrett | Heinrich Kleinschroth Friedrich Wilhelm Rahe | 6:2, 6:4, 4:6, 6:2 |

#### Finalteilnahmen
| Nr. | Datum | Turnier                 | Partner               | Finalgegner                    | Ergebnis           |
| --- | ----- | ----------------------- | --------------------- | ------------------------------ | ------------------ |
| 1.  | 1914  | Wimbledon Championships | Herbert Roper Barrett | Norman Brookes Anthony Wilding | 1:6, 1:6, 7:5, 6:8 |

### Mixed

#### Turniersiege
| Nr. | Datum        | Turnier           | Partnerin    | Finalgegner                           | Ergebnis      |
| --- | ------------ | ----------------- | ------------ | ------------------------------------- | ------------- |
| 1.  | 12. Mai 1912 | Olympische Spiele | Edith Hannam | Helen Aitchison Herbert Roper Barrett | 4:6, 6:3, 6:2 |